# Juniorvärldsmästerskapet i volleyboll för damer
Juniorvärldsmästerskapet i volleyboll för damer spelas sedan 1977. Spelarna får vara max 20 år gamla. För yngre spelare finns ungdomsvärldsmästerskapet i volleyboll för flickor (U18), för äldre fanns från 2013 till 2017 U23-världsmästerskapet i volleyboll för damer (U23).
Brasilien har varit mest framgångsrika med sex vunna mästerskap.

## Resultat
| År            | Spelplats                                 | Etta                        | Tvåa                        | Trea          | Fyra              |
| ------------- | ----------------------------------------- | --------------------------- | --------------------------- | ------------- | ----------------- |
| 1977 Detaljer | São Paulo, São Paulo, Brasilien           | Sydkorea U20                | Kina U20                    | Japan U20     | Brasilien U20     |
| 1981 Detaljer | Mexico City, Mexico City                  | Sydkorea U20                | Peru U20                    | Japan U20     | Mexiko U20        |
| 1985 Detaljer | Milano, Italien                           | Kuba U20                    | Japan U20                   | Kina U20      | Brasilien U20     |
| 1987 Detaljer | Seoul, Sydkorea                           | Brasilien U20               | Sydkorea U20                | Kina U20      | Japan U20         |
| 1989 Detaljer | Lima, Peru                                | Brasilien U20               | Kuba U20                    | Japan U20     | Peru U20          |
| 1991 Detaljer | Brno, Tjeckien                            | Sovjetunionen U20           | Brasilien U20               | Japan U20     | Kina U20          |
| 1993 Detaljer | Brasília, Brasilien                       | ' Kuba U20                  | Ukraina U20                 | Sydkorea U20  | Peru U20          |
| 1995 Detaljer | Bangkok, Thailand                         | Kina U20                    | Brasilien U20               | Ryssland U20  | Japan U20         |
| 1997 Detaljer | Gdańsk, Polen                             | Ryssland U20                | Italien U20                 | Kina U20      | Japan U20         |
| 1999 Detaljer | Saskatoon, Saskatchewan, Kanada           | Ryssland U20                | Brasilien U20               | Sydkorea U20  | Kina U20          |
| 2001 Detaljer | Santo Domingo, Dominikanska republiken    | Brasilien U20               | Sydkorea U20                | Kina U20      | Italien U20       |
| 2003 Detaljer | Suphanburi, Thailand                      | Brasilien U20               | Kina U20                    | Polen U20     | Nederländerna U20 |
| 2005 Detaljer | Ankara/Istanbul, Turkiet                  | Brasilien U20               | Serbien och Montenegro U20  | Kina U20      | Italien U20       |
| 2007 Detaljer | Nakhon Ratchasima, Thailand               | Brasilien U20               | Kina U20                    | Japan U20     | USA U20           |
| 2009 Detaljer | Mexicali/Tijuana, Baja California, Mexiko | Tyskland U20                | Dominikanska republiken U20 | Brasilien U20 | Bulgarien U20     |
| 2011 Detaljer | Lima, Trujillo, Peru                      | Italien U20                 | Brasilien U20               | Kina U20      | USA U20           |
| 2013 Detaljer | Brno, Tjeckien                            | Kina U20                    | Japan U20                   | Brasilien U20 | Italien U20       |
| 2015 Detaljer | Puerto Rico                               | Dominikanska republiken U20 | Brasilien U20               | Italien U20   | Japan U20         |
| 2017 Detaljer | Boca del Río / Córdoba, Mexiko            | Kina U20                    | Ryssland U20                | Japan U20     | Turkiet U20       |
| 2019 Detaljer | Aguascalientes / León, Mexiko             | Japan U20                   | Italien U20                 | Ryssland U20  | Turkiet U20       |
| 2021 Detaljer | Nederländerna / Belgien                   | Italien U20                 | Serbien U20                 | Ryssland U20  | Nederländerna U20 |
| 2023 Detaljer | Aguascalientes / León, Mexiko             | Kina U21                    | Italien U21                 | Brasilien U21 | Japan U21         |